# NN-29
La carretera NN‑29 es una vía carretera vecinal ubicada en el departamento de Nueva Segovia, en el norte de Nicaragua. Aunque su longitud y fecha de construcción no están documentadas en las fuentes accesibles como TravelMapping, AARoads o OpenAlfa, se sabe que conecta desde un empalme con la carretera nacional NIC-29 cerca de Ocotal, y se dirige hacia el este hacia áreas rurales, extendiéndose en dirección a la frontera con Honduras.

## Trazado y cruces
La siguiente tabla refleja los puntos conocidos de inicio y extremo de la NN‑29, aunque aún se requiere información más detallada del MTI para completar el trazado:
| km   | Localidad / Punto           | Departamento  | Conexión / Ruta         |
| ---- | --------------------------- | ------------- | ----------------------- |
| 0,00 | Empalme con NIC-29 (Ocotal) | Nueva Segovia | NIC 29                  |
| —    | Zona rural Este             | Nueva Segovia | Fin estimado de la ruta |